# Zur Vermählungsfeier, WAB 54
Zur Vermählungsfeier (Pour la cérémonie du mariage), WAB 54, est un chant nuptial composé par Anton Bruckner en 1878.

## Historique
Bruckner composa l'œuvre le 27 novembre 1878 pour la cérémonie de mariage de son propriétaire Anton Ölzelt Ritter von Newin avec Amalie Edler von Wieser. L'œuvre était conçue pour être effectuée au cours de la cérémonie dans l'église de l'Abbaye de Klosterneuburg. La cérémonie n'a cependant pas eu lieu, parce que le marié était protestant,.
Le manuscrit original se trouve dans l'archive de la Gesellschaft der Musikfreunde à Vienne. Il a d'abord été publié dans l'annuaire de l'Abbaye de Klosterneuburg, Vienne et Leipzig en 1910. Il a été ensuite publié par Wöss en 1921 avec l'Ave Regina caelorum, WAB 8. L'œuvre est éditée dans le Volume XXIII/2, no 30 de la Bruckner Gesamtausgabe.
On ignore quand la première exécution de l'œuvre a eu lieu. Une exécution  par l'Ensemble Hilliard a eu lieu le 15 septembre 1993, lors de la 20e Linzer Brucknerfest,.

## Texte
Le travail utilise un texte de Heinrich von der Mattig.
| Zwei Herzen haben sich gefunden Und durch die Ehe sich verbunden. Gesegnet hat des Priesters Hand Das Paar, geknüpft das Liebesband. Hat euch vereint der Geist der Wahrheit, Habt ihr erfasst die Pflicht der Klarheit, Dann ist der Ehe Heiligtum Ein himmlisches Elysium. So möge euch fürs ganze Leben Der Himmel Heil und Segen geben, Auch mein Gebet ruft heute laut: Gott segne Bräutigam und Braut! | Deux cœurs se sont trouvés Et sont liés par le mariage. La main du prêtre a béni le couple, Établissant ainsi le lien de leur amour. Si l'esprit de vérité vous a uni Et vous avez compris le devoir de clarté, Alors le sanctuaire du mariage Est une Élysée céleste. Que durant toute votre vie Le ciel vous donne bonheur et bénédiction, Ainsi ma prière appelle en ce jour haut et fort : Que Dieu bénisse le marié et la mariée ! |

## Composition
L'œuvre de 64 mesures en ré majeur est composée pour chœur d'hommes (TTBB) a cappella.

## Discographie
Il n'y a qu'un seul enregistrement de Zur Vermählungsfeier :
- Thomas Kerbl, Chorvereinigung Bruckner 12, Weltliche Männerchöre – CD : LIVA 054, 2012 (chanté par un quatuor de solistes)

## Sources
- Anton Bruckner – Sämtliche Werke, Band XXIII/2: Weltliche Chorwerke (1843-1893), Musikwissenschaftlicher Verlag der Internationalen Bruckner-Gesellschaft, Angela Pachovsky et Anton Reinthaler (Éditeurs), Vienne, 1989
- Uwe Harten, Anton Bruckner. Ein Handbuch. Residenz Verlag, Salzbourg, 1996.  (ISBN 3-7017-1030-9).
- Cornelis van Zwol, Anton Bruckner 1824-1896 – Leven en werken, uitg. Thot, Bussum, Pays-Bas, 2012.  (ISBN 978-90-6868-590-9)